# Даниїл (Ковальчук)
Даниїл  (в миру Ковальчу́к Миха́йло Степа́нович (нар. 15 травня 1949) — архієрей Православної церкви України на спокої (до 15 грудня 2018 року — Української православної церкви Київського патріархату, до 25 червня 1992 — Української автокефальної православної церкви), колишній митрополит Чернівецький і Буковинський.

## Біографія
1963 закінчив восьмирічну школу, вчився у вечірній школі (11 класів), працюючи водночас у Калуському ремонтно-дорожному відділі Брошнівського деревообробного комбінату.
1970 вступив на денне відділення Московської Духовної Семінарії.
Після прийняття сану 1972 перейшов на заочну форму навчання, закінчивши семінарію 1976.
До 1990 служив кліриком в Івано-Франківській єпархії РПЦ МП.

## Єпископське служіння
28 квітня 1990 одним з перших кліриків РПЦ прийняв сан єпископа в УАПЦ з титулом «Чернівецький і Буковинський». Хіротонію звершили єпископи Василій (Боднарчук), Іоан (Боднарчук) та Андрій (Абрамчук).
Був учасником Об'єднавчого собору УАПЦ і УПЦ 25 червня 1992 року.
З 16 грудня 1992 року — піднесений сан архієпископа.
20 вересня 1994 року піднесений у сан митрополита.
За його єпископського служіння в єпархії збудовано до п'яти десятків храмів. Серед них — два монастирі, у Шипинцях і Васловівцях.
15 грудня 2018 року разом із усіма іншими архієреями УПЦ КП взяв участь у Об'єднавчому соборі в храмі Святої Софії.
7 листопада 2023, рішенням Синоду ПЦУ, почислений на спокій.

## Освіта
- 1976 Московська духовна семінарія;
- 2002 ЧНУ ім. Ю. Федьковича за спеціальністю «Правознавство». Кваліфікація: магістр права;
- 2003 Державна академія керівних кадрів культури і мистецтв за спеціальністю «Образотворче та декоративно-прикладне мистецтво». Кваліфікація: мистецтвознавець-експерт.

## Нагороди

#### Церковні нагороди
- Орден святого рівноапостольного князя Володимира Великого ІІ-го ступеня (1999)
- Орден святого Архистратига Божого Михаїла (2004)
- Орден Юрія Переможця (2006)
- Орден Христа Спасителя (2012)

#### Державні нагороди
- Орден «За заслуги» 3 ступеня (2006)
- Орден князя Ярослава Мудрого 5 ступеня (2008)

#### Нагороди громадських організацій
- Орден Українського козацтва 4 ступеня «Віра»